# Batropetes
Batropetes es un género extinto de lepospóndilo (perteneciente al grupo Microsauria) que vivió a comienzos del período Pérmico en lo que hoy es Alemania. Aunque fue clasificado en principio como un reptil, más tarde se determinó que Batropetes es un anfibio microsaurio. Batropetes vivió durante la etapa del Sakmariense en el Pérmico Inferior. Los fósiles atribuibles a la especie tipo B. fritschi han sido recolectados cerca del pueblo de Freital próximo a la ciudad de Dresde, en Sajonia, Alemania. Material adicional ha sido hallado cerca de la cuenca Saar-Nahe en el suroeste de Alemania y han sido asignados a una segunda especie, B. niederkirchensis.

## Descripción

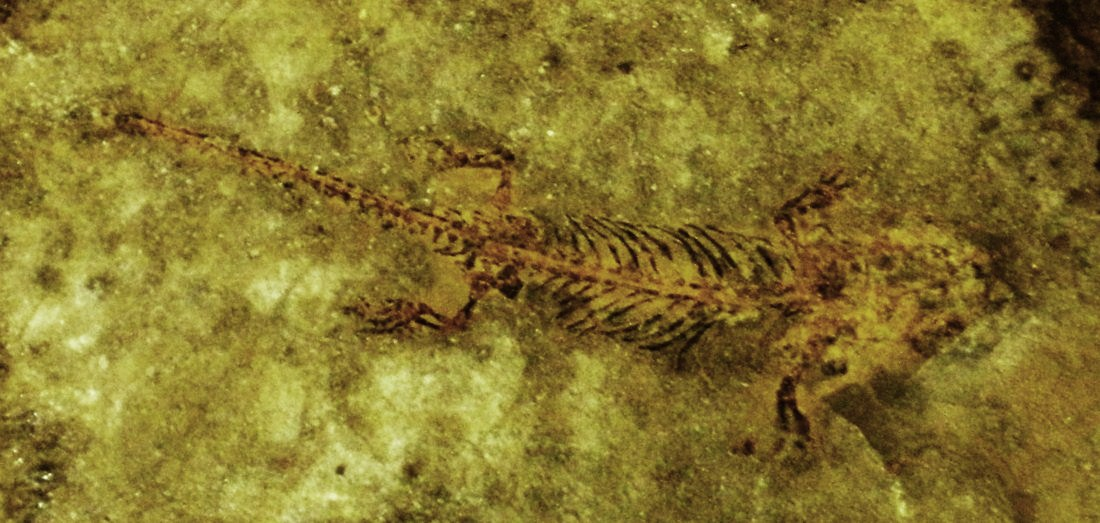
Fósil

Batropetes es pequeño y de cuerpo corto para un microsaurio. Las órbitas oculares son grandes y el cráneo es corto. Batropetes poseía escamas en su parte inferior similares a las de los reptiles.
Batropetes se distingue de Carrolla, otro microsaurio braquisteléquido, por la presencia de tres cúspides en los dientes premaxilares y anteriores del hueso dentario. En Carrolla, solo hay dos cúspides. Los rasgos diagnósticos adicionales vistos en Batropetes incluyen un hueso supraoccipital que no está fusionado con la cápsula ótica, la presencia de un proceso retroarticular (una proyección en la parte posterior de la mandíbula), y dos huesos proximales en el tarso.

## Clasificación
El primer material conocido ahora atribuido al género Batropetes fue referido originalmente al género Hyloplesion en 1882. Varios especímenes de Freital fueron descritos bajo el nombre Hyloplesion Fritschi como pequeños tetrápodos no laberintodontes. Tres años más tarde, los especímenes originalmente referidos como Hyloplesion Fritschi fueron reasignados por Carl Hermann Credner al género Hylonomus bajo el nombre Hylonomus fritschia. Especímenes descubiertosd después de otras formas de la misma localidad llevaron a Credner a creer que había dos taxones. Él nombró uno, un anfibio, Hylonomus geinitzi, y a la otro como el reptil Petrobates truncatus.
Preparación posterior del material examinado por Credner a través de la técnica de remover los huesos suaves de la matriz que los rodeaban mecánicamente y luego aplicar látex líquido en las cavidades reveló más detalles anatómicos que sugirieron que había tres taxones presentes en Freital, no dos. Un espécimen previamente referido a Petrobates truncatus fue inicialmente considerado por Robert L. Carroll y Pamela Gaskill en 1978 como un microsaurio más que como un reptil. Fue considerado como diferente de Petrobates, entonces considerado como un captorrinomorfo, basándose solo en la estructura del atlas. 
De las tres especies representadas en Frietal, el Hylonomus geinitzi descrito por Credner, fue después reasignado al género de microsaurio Saxonerpeton, y Petrobates truncatus fue designado como Batropetes truncatus por Carroll y Gaskill en 1971. Carroll y Gaskill aún se referían a B. truncatus como un reptil captorrinomorfo. 
Carroll y Gaskill describió un nuevo microsaurio en 1978 de Frietal, el cual fue llamado Brachystelechus fritschi. Se señaló que el cráneo de Brachystelechus tenía un fuerte parecido al de Batropetes, el cual fue considerado sin relación. Se diferenció de Batropetes por poseer un hueso internarial el cual no es conocido en los especímenes de Batropetes.
Un nuevo espécimen de microsaurio descubierto en el distrito de Saar-Nahe en el suroeste de Alemania ha confirmado que Brachystelechus y Batropetes representan la misma especie. Los rasgos que previamente distinguieron a los dos géneros fueron todos hallados en un espécimen, conocido como SMNS 55884, alojado en el Staatliches Museum für Naturkunde Stuttgart. Este es un espécimen preservado en vista ventral view y consistente de la parte superior y su contracara. La bóveda craneal fue examinada al excavar la matriz desde arriba del bloque y así exponer más rasgos anatómicos. El cóndilo occipital en SMNS 55884 claramente indica que es un microsaurio y no un reptil captorrinomorfo. El cóndilo occipital no era visible en el espécimen de Brachystelechus. Un hueso interfrontal es visto en el material antes referido a Brachystelechus pero no en ninguno de los especímenes previamente atribuidos a Batropetes. Este puede ser un resultado de una mala preservación fósil, o quizás de variación en la especie. Los parietales del ejemplar son amplios y el cráneo es corto, ambos rasgos que se asocian con los géneros norteamericanos Carrolla y Quasicaecilia. Sobre la base de estas y otras similitudes, Carroll, quien describió al nuevo material en 1991, nombró a unanueva familia de microbracomorfos denominada Brachystelechidae para incluir a Batropetes, Carrolla y Quasicaecilia.
Un estudio de 2013 de Batropetes nombró a una nueva especie, Batropetes niederkirchensis, para el espécimen SMNS 55884. Se señaló que SMNS 55884 difería del espécimen tipo de B. fritschi en el número de vértebras presacrales, la anchura entre las órbitas oculares, la forma de los huesos prefrontal, postorbital y escapulocoracoides, y la posición del foramen obturador en las caderas.